# Guvernul Nicolae Golescu (București)
Guvernul Nicolae Golescu (București) a fost un consiliu de miniștri care a guvernat Principatul Munteniei în perioada 28 mai - 13 iulie 1860.

## Componență
- Președintele Consiliului de Miniștri

Nicolae Golescu (28 mai - 13 iulie 1860)
- Ministrul de interne

Dimitrie Brătianu (28 mai - 13 iulie 1860)
- Ministrul de externe

Ioan I. Filipescu (28 mai - 13 iulie 1860)
- Ministrul finanțelor

Ion C. Brătianu (28 mai - 13 iulie 1860)
- Ministrul justiției

Vasile Boerescu (28 mai - 13 iulie 1860)
- Ministrul cultelor

Constantin A. Rosetti (28 mai - 13 iulie 1860)
- Ministrul de război

Nicolae Golescu (28 mai - 13 iulie 1860)
- Ministrul controlului (Ministerul avea atribuțiile Curții de Conturi)

Barbu Vlădoianu (28 mai - 13 iulie 1860)

## Articole conexe
- Guvernul Nicolae Golescu (București)
- Guvernul Ștefan Golescu (București)
- Guvernul Nicolae Golescu
- Guvernul Ștefan Golescu

## Sursă
- Stelian Neagoe - "Istoria guvernelor României de la începuturi - 1859 până în zilele noastre - 1995" (Ed. Machiavelli, București, 1995)

| Precedat(ă) de: Guvernul Ion Ghica (București) | Guvernul Nicolae Golescu (București) 28 mai - 13 iulie 1860 | Succedat(ă) de: Guvernul Manolache Costache Epureanu (București) |